# Phyllarthron
Genre
Phyllarthron est un genre de plantes à fleurs de la famille des Bignoniaceae.

## Liste d'espèces
Selon World Checklist of Selected Plant Families (WCSP) (7 août 2014) et The Plant List (7 août 2014) :
- Phyllarthron antongiliense Capuron (1960)
- Phyllarthron articulatum (Desf.) K.Schum. (1895)
- Phyllarthron bernierianum Seem. (1859)
- Phyllarthron bilabiatum A.H.Gentry (1977)
- Phyllarthron bojeranum DC. (1845)
- Phyllarthron cauliflorum Capuron, Adansonia, n.s. (1971)
- Phyllarthron comorense DC. (1845)
- Phyllarthron humblotianum H.Perrier, Ann. Mus. Colon. Marseille, sér. 5 (1938)
- Phyllarthron ilicifolium (Pers.) H.Perrier (1936)
- Phyllarthron laxinervium H.Perrier, Ann. Mus. Colon. Marseille, sér. 5 (1938)
- Phyllarthron megaphyllum Capuron (1960)
- Phyllarthron megapterum H.Perrier, Ann. Mus. Colon. Marseille, sér. 5 (1938)
- Phyllarthron multiflorum H.Perrier, Ann. Mus. Colon. Marseille, sér. 5 (1938)
- Phyllarthron nocturnum Zjhra (2006)
- Phyllarthron sahamalazensis Zjhra (2006)
- Phyllarthron suarezense H.Perrier, Ann. Mus. Colon. Marseille, sér. 5 (1938)
- Phyllarthron subumbellatum H.Perrier, Ann. Mus. Colon. Marseille, sér. 5 (1938)
- Phyllarthron vokoaninensis Zjhra (2006)

Selon Tropicos (7 août 2014) (Attention liste brute contenant possiblement des synonymes) :
- Phyllarthron antongiliense Capuron
- Phyllarthron articulatum (Desf. ex Poir.) K. Schum.
- Phyllarthron bernierianum Seem.
- Phyllarthron bilabiatum A.H. Gentry
- Phyllarthron bojeranum DC.
- Phyllarthron cauliflorum Capuron
- Phyllarthron comorense DC.
- Phyllarthron humblotianum H. Perrier
- Phyllarthron ilicifolium (Pers.) H. Perrier
- Phyllarthron laxinervium H. Perrier
- Phyllarthron madagascariense K. Schum.
- Phyllarthron madagascariensis K. Schum.
- Phyllarthron megaphyllum Capuron
- Phyllarthron megapterum H. Perrier
- Phyllarthron multiflorum H. Perrier
- Phyllarthron nocturnum Zjhra
- Phyllarthron poivreanum A. DC.
- Phyllarthron sahamalazensis Zjhra
- Phyllarthron suarezense H. Perrier
- Phyllarthron subumbellatum H. Perrier
- Phyllarthron thouarsianum A. DC.
- Phyllarthron vokoaninensis Zjhra